# Калініно (Кічменгсько-Городецький район)
Калі́ніно (рос. Калинино) — присілок у складі Кічменгсько-Городецького району Вологодської області, Росія. Входить до складу Єнангського сільського поселення.

## Населення
Населення — 20 осіб (2010; 26 у 2002).
Національний склад (станом на 2002 рік):
- росіяни — 96 %